# Paraminabea arborea
Paraminabea arborea är en korallart som beskrevs av Williams och Philip Alderslade 1999. Paraminabea arborea ingår i släktet Paraminabea och familjen läderkoraller. Inga underarter finns listade i Catalogue of Life.